# Sandro Chaves de Assis Rosa
Sandro Chaves de Assis Rosa (* 19. Mai 1973 in São Paulo) ist ein ehemaliger brasilianischer Fußballspieler.

## Karriere
Der gebürtige Brasilianer kam 1989 im Alter von 15 Jahren nach Japan. Er spielte von 1989 bis 1991 in der Schulmannschaft der Shibuya Makuhari Highschool. 1992 unterschrieb er seinen ersten Profivertrag bei JEF United Ichihara. Für den Verein absolvierte er insgesamt 72 Erstligaspiele. 1997 wechselte er zum Zweitligisten Honda FC. 1998 wechselte er zum Ligakonkurrenten Tokyo Gas (FC Tokyo). 1999 wurde er mit dem Verein Vizemeister der zweiten Liga und stieg in die erste Liga auf. Für Tokyo absolvierte er insgesamt 123 Ligaspiele. 2002 wechselte er zum Zweitligisten Ōita Trinita. 2002 feierte er mit dem Verein die Meisterschaft und den Aufstieg in die erste Liga. Für Ōita bestritt er insgesamt 89 Ligaspiele. 2005 kehrte er nach Brasilien zurück. Danach spielte er bei ABC Natal, Pogoń Stettin (Polen) und Ceará SC. 2006 beendete er seine Karriere als Fußballspieler.

## Erfolge
Ōita Trinita
- Japanischer Zweitligameister: 2002